# Europäischer Datenschutztag
Der Europäische Datenschutztag ist ein auf Initiative des Europarats ins Leben gerufener Aktionstag für den Datenschutz. Er wird seit 2007 jährlich am 28. Januar begangen. Dieses Datum wurde gewählt, weil am 28. Januar 1981 die Europäische Datenschutzkonvention unterzeichnet worden war.
Ziel des Europäischen Datenschutztages ist es, die Bürger Europas für den Datenschutz zu sensibilisieren. Dies soll durch Aktionen aller mit dem Datenschutz betrauten Organisationen erfolgen.
2008 schlossen sich die Vereinigten Staaten und Kanada der Initiative der Europäischen Kommission an. Seitdem wird in diesen Staaten gleichzeitig mit dem Europäischen Datenschutztag der Data Privacy Day begangen.